# Хемолиза
Хемолиза (на латински: Hemo – кръв и на гръцки: λύσις – разрушавам) е разрушаването на еритроцитите и освобождаването на хемоглобин в околната течност (плазма).
Причините, които могат да доведат до хемолиза са разнообразни. Хемолиза може да се предизвика от автоимунни процеси, висока концентрация на алкохол в плазмата, при намаляване на концентрацията на NaCl, под действието на змийска отрова и на някои отровни гъби. Когато хемолизата настъпва в организма като аномален процес, се говори за хемолитична анемия.
Различават се придобити и наследствени хемолитични анемии. Към наследствените спадат таласемиите, сърповидно-клетъчната анемия, глюкозо-6-фосфатдехидрогеназната недостатъчност и др. Хемолиза може да настъпи и при неправилно взимане на капилярна кръв.